# Test Shapiro-Wilka
Test Shapiro–Wilka – standardowy test statystyczny, wykorzystywany do testowania normalności danych. Został opublikowany w 1965 roku przez Samuela Shapiro i Martina Wilka.

## Teoria
Załóżmy, że pobraliśmy próbę {\displaystyle x_{1},\dots ,x_{n}} i chcemy sprawdzić czy pochodzi z rozkładu normalnego. Hipoteza zerowa i alternatywna w teście Shapiro–Wilka ma następującą postać:
{\displaystyle H_{0}{:}} Próba pochodzi z populacji o rozkładzie normalnym
{\displaystyle H_{1}{:}} Próba nie pochodzi z populacji o rozkładzie normalnym.
W celu przeprowadzenia testu wykorzystuje się statystykę {\displaystyle W{:}}
- Uporządkuj obserwacje niemalejąco: {\displaystyle y_{1}\leqslant y_{2}\leqslant \ldots \leqslant y_{n}}
- Oblicz: {\displaystyle {\mathit {SSE}}=\sum _{i=1}^{n}(y_{i}-{\bar {y}})^{2}}
- Jeżeli {\displaystyle n} jest parzyste, niech {\displaystyle m={\frac {n}{2}},} w przeciwnym razie {\displaystyle m={\frac {n-1}{2}}}
- Używając stabelaryzowanych wartości {\displaystyle a_{i}} oblicz {\displaystyle b=\sum _{i=1}^{m}a_{i}(y_{n+1-i}-y_{i})}
- Oblicz statystykę {\displaystyle W={\frac {b^{2}}{\mathit {SSE}}}}
- Porównaj wynik ze stabelaryzowanymi wartościami dla odpowiednich poziomów ufności i liczebności próby.

## Przykład
W celu zilustrowania procesu, załóżmy, że mamy następujące obserwacje:
{\displaystyle x_{1}=6,x_{2}=1,x_{3}=-4,x_{4}=8,x_{5}=-2,x_{6}=5,x_{7}=0.}
- Sortując otrzymujemy: {\displaystyle y_{1}=-4,y_{2}=-2,y_{3}=0,y_{4}=1,y_{5}=5,y_{6}=6,y_{7}=8.}
- Obliczając {\displaystyle {\mathit {SSE}}=\sum _{i=1}^{7}(y_{i}-{\bar {y}})^{2}=118}
- Dla wartości {\displaystyle n=7} z odpowiednich tabel otrzymujemy kolejne wartości: {\displaystyle a_{7}=0{,}6233,a_{6}=0{,}3031,a_{5}=0{,}1401,a_{4}=0{,}0000} oraz wartość {\displaystyle b=0{,}6233(8+4)+0{,}3031(6+2)+0{,}1401(5-0)=10{,}6049}
- Wartość statystyki {\displaystyle W={\frac {10{,}6049^{2}}{118}}=0{,}9530}

Wartość teoretycznej statystyki {\displaystyle W} na poziomie istotności {\displaystyle 5\%} i {\displaystyle n=7} wynosi {\displaystyle 0{,}803.} Ponieważ ta wartość jest mniejsza niż otrzymana z testu, nie mamy powodu odrzucić hipotezy, że próba pochodzi z rozkładu normalnego.

## Porównanie z innymi testami
Analiza porównawcza przy użyciu metod Monte Carlo pokazała, że test Shapiro–Wilka ma największą moc spośród testów badających normalność: testu Andersona–Darlinga, testu Kołmogorowa–Smirnowa czy testu Lillieforsa.

## Modyfikacja testu
Oryginalnie zaproponowane podejście ograniczało się do próbek poniżej 50 obserwacji. Royston w 1995 roku zaproponował algorytm AS R181, który mógł być wykorzystany w zakresie {\displaystyle 3\leqslant n\leqslant 5000.}